# Problema di Heesch
In geometria piana, in particolare nell'ambito del problema della tassellatura, il numero di Heesch di una forma bidimensionale è il numero massimo di anelli circolari (o corone), costituite dalla stessa forma, che si possono costruire attorno ad essa, senza sovrapposizioni e senza spazi vuoti. Il corrispondente problema di Heesch è quello di determinare quali numeri di Heesch possono esistere tra zero e infinito, problema connesso al diciottesimo problema di Hilbert. 
Ad esempio, un quadrato può essere circondato da infinite corone di quadrati congruenti (numero di Heesch infinito), mentre un cerchio non può essere circondato nemmeno da un singolo strato di cerchi congruenti senza lasciare degli spazi vuoti (numero di Heesch zero). 
Entrambi prendono il nome dal matematico Heinrich Heesch, che trovò una mattonella con il numero 1 di Heesch (l'unione di un quadrato, un triangolo equilatero e un triangolo rettangolo 30-60-90) e propose il problema più generale.

## Definizioni formali

Un poligono con il numero Heesch 6, trovato da Bojan Bašić nel 2020

Un poligono con il numero Heesch 5, trovato da Casey Mann

Esempio di Ammann di un poligono con numero di Heesch 3 (o 4, a seconda della definizione)

Una tassellatura del piano è un modo di ricoprire un piano mediante "piastrelle" (o "tasselli" o "tessere") bidimensionali. Si definisce la corona zero la piastrella stessa e, per k > 0, la k -esima l'insieme delle piastrelle che condividono un punto di confine con la (k−1)esima corona. Il numero di Heesch di una figura S è il valore massimo k tale che esista una pavimentazione del piano, e una piastrella t all'interno di tale pavimentazione, per la quale tutte le piastrelle, dalla corona zero alla corona k-esima di t, siano congruenti a S. In alcuni lavori su questo problema, questa definizione viene modificata per richiedere inoltre che l'unione delle corone, dalla zero alla k-esima di t, sia una regione semplicemente connessa.
Se non esiste un limite superiore al numero di strati da cui una tessera può essere circondata, il suo numero di Heesch è infinito. In questo caso si può usare un argomento basato sul lemma di Kőnig per dimostrare che esiste una tassellatura dell'intero piano mediante copie congruenti della piastrella.

## Risultati noti
Non è noto se tutti gli interi positivi possano essere numeri di Heesch. I primi esempi di poligoni con numero di Heesch 2 furono forniti da Anne Fontaine nel 1991, la quale dimostrò che infiniti polimini possiedono questa proprietà. Casey Mann, nel 2004, costruì una famiglia di tessere con numero di Heesch 5. Nel 2020 Bojan Bašić ha scoperto una figura con numero di Heesch 6, il numero finito più alto fino ad oggi.
| Numero di Heesch | Scoperto  | Scoperto da       | Forma |
| ---------------- | --------- | ----------------- | ----- |
| 1                | 1928      | Walther Lietzmann |       |
| 1                | 1968      | Heinrich Heesch   |       |
| 2                | 1991      | Anna Fontaine     |       |
| 3                | 1990-1995 | Roberto Ammann    |       |
| 4                | 2001      | Casey Mann        |       |
| 5                | 2001      | Casey Mann        |       |
| 6                | 2020      | Bojan Bašić       |       |

Se dal piano euclideo (piatto) si passa al piano iperbolico, il numero di Heesch può essere arbitrariamente grande.